# 수리금융학
수리금융은 금융수학으로도 알려져 있으며, 응용수학의 한 분야로써 금융시장을 수학적으로 모델링한다. (이론경제학의 한분야로 수학적 기법을 중요시 하는 학문으로 보는 견해도 있다)컴퓨터를 통해 계산하는 computational finace와 금융공학이 있다. 보통, 미분을 가격을 결정하는 방식과 위험과 포토폴리오 관리로 나뉜다. 전자는 stochastic asset models을 기반으로 하며 후자는 머신러닝을 기반으로 한다. 수리금융학은 수리금융학의 효시는 독과점의 분석에 미분학을 적용하여 수학을 나타낸 1820년대의 A. A 쿠르노 업적에서 찾을 수 있다. 그러나 현대의 수리금융학은 1870년대에 등장한 L. 발라의 일반균형이론에서 시작되었다고 할 수 있다. 그는 경제활동의 기본적 특징을 경제제량의 상호의존관계로 보고 이것을 1쌍의 연립방정식으로 표현하는 착안을 얻었다. 피셔 블랙, 로버트 머튼, 마이런 숄즈가 옵션의 가치를 결정하는 새로운 공식(블랙-숄즈 방정식) 고안 해내었다. 블랙-숄즈 모형은 수리금융학의 핵심이다. mathematical investing 혹은 quntitative analysis는 에드워드 소프가 블랙잭의 카드 카운팅 원리에서 발견했다. 응용수학, 경영학, 산업공학, 통계학, 전산학등을 배운다. 2007-2010년 금융위기를 겪으면서 비정상적인 시장에서 실물경제를 반영 못한다는 비판이 있다.